# Pastel (křída)

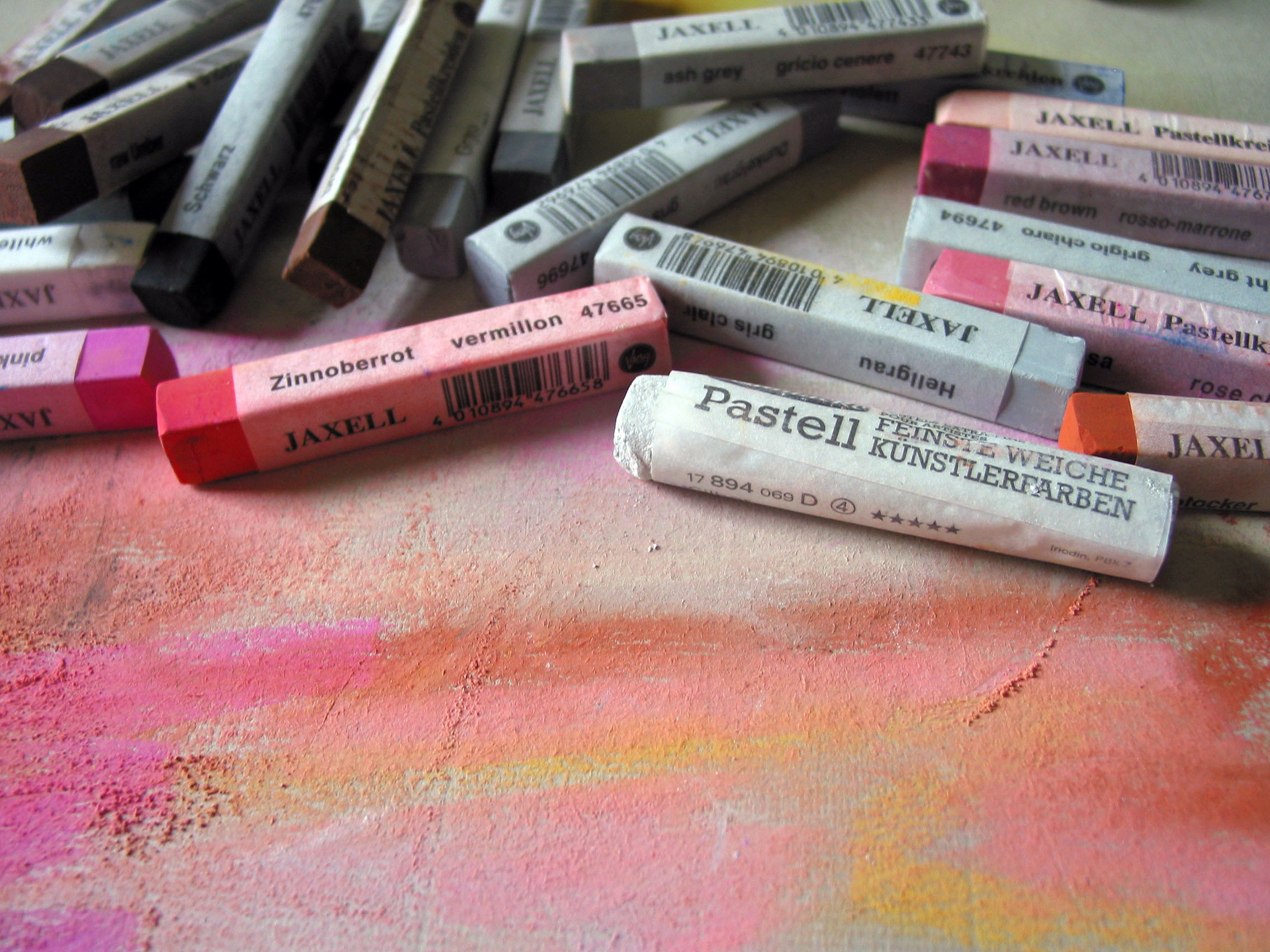
Pastely

Pastel je malířské a kreslířské médium ve formě tyčinek, které se skládají z čistého práškového pigmentu a pojiva (například tragantu nebo metylcelulózy). Známým umělcem používajícím pastely byl Edgar Degas. Zvláštním druhem pastelů jsou olejové pastely.

## Druhy pastelů
Pastely můžeme zakoupit v nejrůznějších podobách a variantách. Dělíme je podle tvrdosti a tvaru.
Dělení podle tvrdosti na měkký, středně tvrdý a tvrdý. Podle tvaru se dělí na kulatý, plochý (hranol) a dřevěný – pastel zasazený do dřevěného pouzdra jako klasická tužka, tvrdší než klasický měkký pastel.

## Práce s pastelem
Pro pastel jsou nejvhodnější papíry s hrubou texturou, avšak můžeme s nimi pracovat i na papíře hlazeném za tepla. Nevhodné jsou křídové a jiné lesklé papíry. Pastely jsou vhodné i pro různé jiné podklady - samozřejmě s ohledem na dostatečnou hrubost povrchu a vhodnou a dostatečnou fixaci.
Pastelová kresba je bez fixace značně nestálá, proto je nutné ji fixovat speciálními fixativy. Ty se prodávají ve formě sprejů nebo lahviček, ze kterých se fixativ dávkuje fixírkou. Možností je také neprodyšné zasazení kresby do skla.
Při malovaní pastelem se kombinuje mnoho technik - šrafování, stínování, roztírání - prsty (často různými částmi ruky) nebo papírovou těrkou.